# Gotham Independent Film Awards 2011
La 21ª edizione dei Gotham Independent Film Awards si è svolta il 28 novembre 2011 al Cipriani Wall Street di New York ed è stata presentata da Edie Falco ed Oliver Platt.
Le candidature sono state annunciate il 20 ottobre 2011.

## Vincitori e candidati
I vincitori sono indicati in grassetto, a seguire gli altri candidati.

### Miglior film
- The Tree of Life, regia di Terrence Malick
- Beginners, regia di Mike Mills
- Meek's Cutoff, regia di Kelly Reichardt
- Paradiso amaro (The Descendants), regia di Alexander Payne
- Take Shelter, regia di Jeff Nichols

### Miglior documentario
- Better This World, regia di Kelly Duane e Katie Galloway
- Bill Cunningham New York, regia di Richard Press
- Hell and Back Again, regia di Danfung Dennis
- The Interrupters, regia di Steve James
- The Woodmans, regia di Scott Willis

### Miglior interprete emergente
- Felicity Jones - Like Crazy
- Elizabeth Olsen - La fuga di Martha (Martha Marcy May Marlene)
- Harmony Santana - Gun Hill Road
- Shailene Woodley - Paradiso amaro (The Descendants)
- Jacob Wysocki - Terri

### Miglior cast
- Beginners

Ewan McGregor, Christopher Plummer, Mélanie Laurent, Goran Višnjić, Kai Lennox, Mary Page Keller e Keegan Boos
- Take Shelter

Michael Shannon, Jessica Chastain, Tova Stewart, Shea Whigham, Katy Mixon, Kathy Baker, Ray McKinnon, LisaGay Hamilton e Robert Longstreet
- Paradiso amaro (The Descendants)

George Clooney, Shailene Woodley, Beau Bridges, Robert Forster, Judy Greer, Matthew Lillard, Nick Krause, Amara Miller, Mary Birdsong e Rob Huebel
- Margin Call

Kevin Spacey, Paul Bettany, Jeremy Irons, Zachary Quinto, Penn Badgley, Simon Baker, Mary McDonnell, Demi Moore, Stanley Tucci ed Aasif Mandvi
- La fuga di Martha (Martha Marcy May Marlene)

Elizabeth Olsen, Christopher Abbott, Brady Corbet, Hugh Dancy, Maria Dizzia, Julia Garner, John Hawkes, Louisa Krause e Sarah Paulson

### Miglior regista emergente
- Dee Rees - Pariah
- Mike Cahill - Another Earth
- Sean Durkin - La fuga di Martha (Martha Marcy May Marlene)
- Vera Farmiga - Higher Ground
- Evan Glodell - Bellflower

### Miglior film non proiettato in un cinema vicino
- Scenes of a Crime, regia di Grover Babcock e Blue Hadaegh
- Codependent Lesbian Space Alien Seeks Same, regia di Madeleine Olnek
- Without, regia di Mark Jackson
- The Redemption of General Butt Naked, regia di Eric Strauss e Daniele Anastasion
- The Green, regia di Steven Williford

### Premio del pubblico
- Girlfriend, regia di Justin Lerner
- Buck, regia di Cindy Meehl
- Being Elmo: A Puppeteer's Journey, regia di Constance Marks
- The First Grader, regia di Justin Chadwick
- Wild Horse, Wild Ride, regia di Greg Gricus ed Alex Dawson

### Spotlight on Women Filmmakers "Live the Dream" Grant
- Lucy Mulloy - Una Noche
- Jenny Deller - Future Weather
- Rola Nashef - Detroit Unleaded

### Premio alla carriera
- David Cronenberg
- Gary Oldman
- Tom Rothman
- Charlize Theron